# Jesús Valentín
Jesús Miguel Valentín Rodríguez (Las Américas, 15 ottobre 1991) è un calciatore spagnolo, difensore svincolato.

## Carriera
Nato a Las Américas, un comune della provincia di Santa Cruz de Tenerife nelle Isole Canarie, ha iniziato a giocare nell'Ibarra. Nel 2012 si trasferisce al Las Palmas, dove viene aggregato alla rosa della seconda squadra militante in Tercera División.
Il 13 luglio 2014 firma un contratto triennale con la prima squadra. Esordisce in prima squadra l'11 settembre successivo, nella vittoria in trasferta per 2-0 contro il Maiorca in Coppa del Re.
Il 1º marzo 2015 esordisce in campionato, nel pareggio in casa per 1-1 contro il Tenerife in Segunda División. Il 25 agosto viene girato in prestito all'Huesca, altro club militante in Segunda División.
Il 13 marzo 2016 mette a segno il suo primo gol tra i professionisti, realizzando l'unica rete che vale la vittoria nel match casalingo contro l'Alcorcón. Il 7 luglio successivo rescinde il contratto che lo legava al Las Palmas e quattro giorni dopo ha firmato un contratto triennale con l'Huesca.
Il 3 gennaio 2017 viene ceduto in prestito al Real Saragozza. Il 31 gennaio dell'anno successivo è stato ceduto al Córdoba.
Il 31 gennaio 2019, dopo che il suo contratto con i Blanquiverdes era scaduto, poche ore dopo ha firmato con il Recreativo Huelva, in terza divisione. Il 4 luglio successivo si accasa al Rayo Majadahonda, retrocesso dalla Segunda División.

## Statistiche

### Presenze e reti nei club
Statistiche aggiornate al 7 ottobre 2021.
| Stagione                   | Squadra                    | Campionato                 | Campionato | Campionato | Coppe nazionali | Coppe nazionali | Coppe nazionali | Coppe continentali | Coppe continentali | Coppe continentali | Altre coppe | Altre coppe | Altre coppe | Totale | Totale |
| Stagione                   | Squadra                    | Comp                       | Pres       | Reti       | Comp            | Pres            | Reti            | Comp               | Pres               | Reti               | Comp        | Pres        | Reti        | Pres   | Reti   |
| -------------------------- | -------------------------- | -------------------------- | ---------- | ---------- | --------------- | --------------- | --------------- | ------------------ | ------------------ | ------------------ | ----------- | ----------- | ----------- | ------ | ------ |
| 2012-2013                  | Las Palmas Atlético        | TD                         | ?          | ?          |                 | -               | -               |                    | -                  | -                  |             | -           | -           | ?      | ?      |
| 2013-2014                  | Las Palmas Atlético        | SDB                        | 33         | 0          |                 | -               | -               |                    | -                  | -                  |             | -           | -           | 33     | 0      |
| Totale Las Palmas Atlético | Totale Las Palmas Atlético | Totale Las Palmas Atlético | 33+        | 0+         |                 | -               | -               |                    | -                  | -                  |             | -           | -           | 33+    | 0+     |
| 2014-2015                  | Las Palmas                 | SD                         | 3          | 0          | CR              | 3               | 0               |                    | -                  | -                  |             | -           | -           | 6      | 0      |
| 2015-2016                  | Huesca                     | SD                         | 14         | 1          | CR              | 1               | 0               |                    | -                  | -                  |             | -           | -           | 15     | 1      |
| 2016-gen. 2017             | Huesca                     | SD                         | 10         | 0          | CR              | 2               | 0               |                    | -                  | -                  |             | -           | -           | 12     | 0      |
| Totale Huesca              | Totale Huesca              | Totale Huesca              | 24         | 1          |                 | 3               | 0               |                    | -                  | -                  |             | -           | -           | 27     | 1      |
| gen.-giu. 2017             | Real Saragozza             | SD                         | 15         | 0          |                 | -               | -               |                    | -                  | -                  |             | -           | -           | 15     | 0      |
| 2017-gen. 2018             | Real Saragozza             | SD                         | 5          | 0          | CR              | 3               | 0               |                    | -                  | -                  |             | -           | -           | 8      | 0      |
| Totale Real Saragozza      | Totale Real Saragozza      | Totale Real Saragozza      | 20         | 0          |                 | 3               | 0               |                    | -                  | -                  |             | -           | -           | 23     | 0      |
| gen.-giu. 2018             | Córdoba                    | SD                         | 11         | 0          |                 | -               | -               |                    | -                  | -                  |             | -           | -           | 11     | 0      |
| 2018-gen. 2019             | Córdoba                    | SD                         | 8          | 0          | CR              | 2               | 0               |                    | -                  | -                  |             | -           | -           | 10     | 0      |
| Totale Córdoba             | Totale Córdoba             | Totale Córdoba             | 19         | 0          |                 | 2               | 0               |                    | -                  | -                  |             | -           | -           | 21     | 0      |
| gen.-giu. 2019             | Recreativo Huelva          | SDB                        | 18         | 0          |                 | -               | -               |                    | -                  | -                  |             | -           | -           | 18     | 0      |
| 2019-2020                  | Rayo Majadahonda           | SDB                        | 22         | 0          | CR              | 1               | 0               |                    | -                  | -                  |             | -           | -           | 23     | 0      |
| 2020-2021                  | Recreativo Huelva          | SDB                        | 18         | 1          |                 | -               | -               |                    | -                  | -                  |             | -           | -           | 18     | 1      |
| 2021-2022                  | Mensajero                  | SDR                        | 2          | 0          |                 | -               | -               |                    | -                  | -                  |             | -           | -           | 2      | 0      |
| Totale carriera            | Totale carriera            | Totale carriera            | 159+       | 2+         |                 | 12              | 0               |                    | -                  | -                  |             | -           | -           | 171+   | 2+     |